# El tesoro de Morgan
El tesoro de Morgan es una película de drama y aventura mexicana de 1974 escrita y dirigida por Zacarías Gómez Urquiza, y protagonizada por Pilar Bayona y Lorena Velázquez. Esta cinta fue coproducida con Colombia y con Panamá, donde se rodó completa en Ciudad Panamá, Isla Contadora y otras localizaciones.

## Argumento
Una joven huye del colegio para concluir el anhelo de su padre fallecido, de encontrar el tesoro del pirata Morgan. Pero una bella mujer y sus secuaces le causarán problemas.

## Reparto
- Pilar Bayona como Magda Rossini.
- Agustín Martínez Solares como Julián Llaguno.
- Lorena Velázquez como Dalia.
- Anita Villalaz como Doña Lucero.
- Eduardo Sampson como Detective privado "Chelo" Gómez.
- John Bell
- Blanquita Casanova como Madre Superiora.
- José García de la Torre
- Enrique Jaén como Marido abusivo.
- Lincoln Macleod como Negro fornido.
- Armando Roblan como Gerente del hotel.
- Armando Sotomayor como Secretario del alcalde.
- Mireya Uribe como Mujer embarazada.
- Alberto Vergara